# Ornithologists Creek
Koordinaten: 62° 10′ S, 58° 28′ W
Der Ornithologists Creek (englisch; polnisch Potok Ornitologów ‚Ornitologenbach‘) ist ein Bach auf King George Island im Archipel der Südlichen Shetlandinseln. Er liegt zwischen dem Ecology Glacier und dem Penguin Ridge südlich der Arctowski-Station. Inzwischen hat sich der Bach in zwei Seitenarme aufgespalten, in den Czech Creek und den Vanishing Creek.
Polnische Wissenschaftler benannten ihn 1980 nach den US-amerikanischen Ornithologen Wayne Z. Trivelpiece und Nicholas J. Volkman, die als Austauschwissenschaftler während der von 1977 bis 1978 durchgeführten polnischen Antarktisexpedition auf der Arctowski-Station tätig waren.